# Bocskay Bertalan
Bocskay Bertalan (Budapest, 2002. március 2. –) magyar labdarúgó, a Kecskemét játékosa.

## Pályafutása
2008-ban került a Budakeszi Labdarúgó Akadémiára, majd 2014-ben a Vasas Akadémiájára került. 2015 októberében próbajátékon vett részt a holland SBV Vitesse csapatánál. 2017-ben csatlakozott a Budapest Honvéd Akadémiájához, majd 2020. augusztus 2-án mutatkozott be a második csapatban az Iváncsa ellen 3–0-ra elvesztett hazai mérkőzésen. Augusztus 18-án aláírta a klubbal az első profi szerződését két évre, amelyet hosszabbítási opcióval egészítettek ki. Szeptember 12-én bemutatkozott az első csapatban a Diósgyőr ellen, kezdőként 45 percet játszhatott, majd Kesztyűs Barna érkezett a helyére. 2021. július 16-án jelentették be, hogy a 2021–2022-es szezont a szerb Topolyánál tölti kölcsönben. Augusztus 21-én mutatkozott be a bajnokságban a Crvena zvezda ellen 3–1-re elvesztett mérkőzésen a 88. percben Ifet Đakovac cseréjeként. Október 27-én góllal debütált a kupában a Zlatibor Cajetina ellen 4–0-ra megnyert mérkőzésen. A 61. percben volt eredményes és csapata bejutott a a nyolcaddöntőbe. 2024. augusztus 12-én 2027-ig szóló szerződést kötött a Kecskeméttel.

## További információ
- Bocskay Bertalan Archiválva 2021. szeptember 5-i dátummal a Wayback Machine-ben a Topolyai SC honlapján (magyarul)
- Bocskay Bertalan a Magyar Labdarúgó-szövetség honlapján (magyarul)
- Bocskay Bertalan a Hivatásos Labdarúgók Szervezete honlapján (magyarul)
- Bocskay Bertalan a Transfermarkt honlapján (angolul)
- Bocskay Bertalan adatlapja a Soccerway oldalon (angolul)